# Márcio Vito
Márcio Vito (Rio de Janeiro, 21 de setembro de 1972) é um autor, ator, humorista e diretor brasileiro.

## Biografia
Nasceu na cidade do Rio de Janeiro, em 1972. Ele frequentou a Universidade Federal do Estado do Rio de Janeiro, onde estudou Artes Cênicas. E em sua carreira no teatro, ele coescreveu e atuou em "Antes que tudo acabe", uma coprodução de NAI + National Theater of Scotland e dirigido por Renato Rocha, e "O que eu gostaria de dizer" da Companhia Brasileira de Teatro com direção de Márcio Abreu. Ele atuou, entre outras peças, em "Eu, Moby Dick" de Pedro Kosovski, dirigido por Renato Rocha; "Incêndios" de Wajdi Mouawad, dirigido por Aderbal Freire-Filho; "O Livro de itens do paciente Estevão" da Sutil Companhia de Teatro, dirigido por Felipe Hirsch; "Two roses for Richard III", uma coprodução de Cia Bufo Mecânica + Royal Shakespeare Company, e dirigido por Fábio Ferreira e Cláudio Baltar.
E atuou nas peças "Barba Azul, a esperança das mulheres" de Dea Loher, dirigido por Fábio Ferreira; "Criados em Cativeiro" de Nick Sylver, dirigido por Jefferson Miranda; "Um dia como os outros" e "Cozinha e dependências" de Jean-Pierre Bacri e Agnès Jaoui, dirigido por Bianca Byington e Leonardo Netto; "Histórias de Amor Líquido" de Walter Daguerre, dirigido por Paulo José; "A Sobrancelha é o Bigode do Olho – Uma Conferência do Barão de Itararé" de Ivan Jaf, dirigido por Nelson Xavier; "Herói" com texto e direção de Alessandra Vanucci; "A Geladeira" de Copi, dirigido por Thomas Quillardet; "Macbeth", dirigido por Moacir Chaves; "Antônio e Cleópatra", dirigido por Paulo José e "Avalanche" de David Rabe, dirigido por Ivan Sugahara.
Em sua carreira no cinema, ele foi premiado no FIC Brasília por sua atuação em "No Meu Lugar" de Eduardo Valente, e no Festival de Paulínia por sua atuação em "5x Favela", produzido por Cacá Diegues, em episódio dirigido por Luciana Bezerra. Entre outras produções, integra o elenco dos filmes "A Vida Invisivel" de Karim Aïnouz; "Deslembro" de Flávia Castro; "Campo Grande" de Sandra Kogut; "Mormaço" de Marina Meliande; "Pendular" de Júlia Murat; "Homem Livre" de Alvaro Furloni; "A Alegria" de Marina Meliande e Felipe Bragança; "O Outro Lado da Rua" de Marcos Bernstein e "A Ostra e o Vento" de Walter Lima Jr..

## Filmografia

### Televisão
As produções que Vito atuou na televisão são:[carece de fontes?]
| Ano     | Título                             | Personagem                              | Nota                                |
| ------- | ---------------------------------- | --------------------------------------- | ----------------------------------- |
| 2025    | Dona de Mim                        | Ator na Peça Tempestade                 | Episódios: "25–26 de junho"         |
| 2025    | Guerreiros do Sol                  | Natanael                                |                                     |
| 2025    | Pablo & Luisão                     | Zeca                                    | Episódio: "Aniversário do Neto"     |
| 2024    | Tô Nessa                           | Seu Costa                               | Episódio: "Boletos"                 |
| 2024    | Cilada                             | Júlio                                   | Episódio: "Resort"                  |
| 2024    | Família É Tudo                     | Otto                                    |                                     |
| 2022    | Cine Holliúdy                      | Igor                                    | Episódio: "8"                       |
| 2021    | Um Lugar ao Sol                    | Ernani Alves dos Santos                 | Episódio: "8 de novembro"           |
| 2021    | Filhas de Eva                      | Arlindo                                 | Episódio: "6"                       |
| 2019    | Filhos da Pátria                   | Gorgulho                                |                                     |
| 2019    | Carcereiros                        | Beco                                    | Episódio: "Bens Bloqueados"         |
| 2019    | Malhação: Vidas Brasileiras        | Rian                                    | Episódios: "8–10 de abril"          |
| 2018    | Infratores                         | Tony                                    |                                     |
| 2018    | Orgulho e Paixão                   | Delegado Klebber                        |                                     |
| 2017    | Segredos de Justiça                | Atendente                               | Episódio: "Nem Tudo é Verdade"      |
| 2017    | Novo Mundo                         | Comissário Egídio                       |                                     |
| 2015    | Pé na Cova                         | Mário                                   | Episódio: "Estragos"                |
| 2014–19 | Tá no Ar: a TV na TV               | Vários Personagens                      |                                     |
| 2013    | Amor à Vida                        | Delegado que prende Paloma no aeroporto | Episódio: "2 de setembro"           |
| 2013    | Malhação: Intensa com a Vida       | Axel                                    |                                     |
| 2012    | Guerra dos Sexos                   | Agenor                                  |                                     |
| 2012    | Avenida Brasil                     | Pereira                                 |                                     |
| 2011    | Aquele Beijo                       | Marinho                                 |                                     |
| 2011    | Tapas & Beijos                     | Siqueira                                | Episódio: "Sulamita: A Falecida"    |
| 2011    | Cordel Encantado                   | Isaías                                  |                                     |
| 2010    | Malhação ID                        | Jornalista ameaçado por Bernardo        |                                     |
| 2010    | Força-Tarefa                       | Alexandre                               | Episódio: "O Preço da Fama"         |
| 2009–10 | Os Caras de Pau                    | Vários personagens                      |                                     |
| 2009    | Caminho das Índias                 | Ramu                                    |                                     |
| 2008    | Beleza Pura                        | Diretor de TV                           |                                     |
| 2007    | Paraíso Tropical                   | Jarbas                                  | Episódios: "21–28 de setembro"      |
| 2007    | Amazônia, de Galvez a Chico Mendes | Clemente                                |                                     |
| 2007    | Pé na Jaca                         | Nelsinho                                | Episódios: "1–2 de maio"            |
| 2006    | A Diarista                         | Taxista                                 | Episódio: "Aquele do Papagaio"      |
| 2006    | Sob Nova Direção                   | Capitão                                 | Episódio: "A Copa do Mundo é Fossa" |
| 2006    | A Grande Família                   | Tartaruga                               | Episódio: "Tuco Mãos de Tesoura"    |
| 2005    | América                            | Advogado                                |                                     |
| 2005    | Mad Maria                          | Jornalista                              |                                     |
| 2004    | Da Cor do Pecado                   | Juiz/apresentador                       | Episódio: "14 de junho"             |
| 1995    | Malhação                           | Hiponga                                 |                                     |
| 1992    | Domingão do Faustão                | Canhoneiro Narigudo                     | Quadro: "A Ponte do Rio Que Cai"    |

### Cinema
As produções que o ator teve no cinema são:[carece de fontes?]
- Vidente por Acidente - Osmar Schwizzell
- Nosso Sonho
- Um Animal Amarelo (post-production)  - Carlos
- A Vida Invisível - Osvaldo
- Mormaço - Doutor Souza
- Homem Livre  - Miranda
- Pendular  - Rui
- Campo Grande - Leonardo
- Os Caras de Pau em O Misterioso Roubo do Anel - Diretor do Museu
- Não Pare na Pista: A Melhor História de Paulo Coelho  - Ator da peça O inventor
- Para Sempre Nunca Mais - Oficial
- A Alegria - César
- 5x Favela, Agora por Nós Mesmos - Lopes
- No Meu Lugar - José Maria
- Meu Nome Não é Johnny - Rabino
- Brasília 18% - Estuprador
- Quase Dois Irmãos - Preso político
- O Outro Lado da Rua - Walmir
- Seja o Que Deus Quiser!  - Taxista (as Márcio Vieira Souto)
- A Ostra e o Vento - Carrera
- Minha Irmã e Eu - Jayme

### Como Assistente de Direção
- 2002 - Xuxa e os Duendes 2 - No Caminho das Fadas
- 2001 - Xuxa e os Duendes